# Mariscal Santa Cruz
Mariscal Santa Cruz – boliwijski klub piłkarski z siedzibą w La Paz.

## Historia
Northern Football Club został założony w 1923 roku w La Paz. W 1966 roku klub został sprzedany do boliwijskich sił zbrojnych z powodu trudności finansowych oraz zmienił nazwę na Mariscal Santa Cruz, imieniem Andrés de Santa Cruz - byłego prezydenta Peru i Boliwii.
Zespół występował w Liga Paceña de Futbol (półamatorskiej lidze piłkarskiej z boliwijskiej stolicy) od jej powstania w 1950 roku do 1976 roku, kiedy klub został rozwiązany.
W 1970 Mariscal Santa Cruz zaliczył pierwszy i jedyny występ w międzynarodowym turnieju CONMEBOL Copa Ganadores de Copa. Klub wygrał turniej, pierwszy i do tej pory jako jedyny boliwijski klub. 
W 1976 roku klub został rozpuszczony przez ówczesnego prezydenta Boliwii, gen. Hugo Banzera.

## Sukcesy

### Trofea międzynarodowe
- zdobywca Copa Ganadores de Copa: 1970.

### Trofea krajowe
| \| \| Zdobyte trofea w rozgrywkach Boliwii (stan na: 1-01-2014) \| |                                                           |      |          |
| Rozgrywki                                                          | Osiągnięcie                                               | Razy | Sezon(y) |
| Mistrzostwo                                                        | I miejsce                                                 | 0    |          |
| Mistrzostwo                                                        | II miejsce                                                | 0    |          |
| Mistrzostwo                                                        | III miejsce                                               | 0    | 0        |
| Mistrzostwo                                                        | 4 miejsce                                                 | 1    | 1969     |
| Puchar                                                             | zdobywca                                                  | 0    |          |
| Puchar                                                             | finalista                                                 | 0    |          |
| II liga                                                            | I miejsce                                                 | 0    |          |
| II liga                                                            | II miejsce                                                | 0    |          |
| II liga                                                            | III miejsce                                               | 0    |          |
| Boliwia                                                            | Zdobyte trofea w rozgrywkach Boliwii (stan na: 1-01-2014) |      |          |

- Liga Paceña de Futbol:
  - 3 miejsce (4): 1968, 1969, 1970, 1976

## Stadion
Klub rozgrywał swoje mecze domowe na stadionie Estadio La Paz w La Paz, który może pomieścić 30,000 widzów.